# Франций
| 87      | Франций |
| Fr(223) |         |
| [Rn]7s1 |         |

Фра́нций (химический символ — Fr, от лат. Francium) — радиоактивный химический элемент 1-й группы (по устаревшей классификации — главной подгруппы первой группы, IA) седьмого периода периодической системы химических элементов Д. И. Менделеева с атомным номером 87.
Франций — самый тяжёлый щелочной металл; по свойствам он больше всего напоминает цезий. До его открытия предполагалось, что он является самым электроположительным металлом и наиболее химически активным из всех металлов, однако установлено, что энергия ионизации атома франция выше, чем у цезия, поэтому наиболее электроположительным и химически активным металлом следует считать, по-видимому, цезий. Из-за редкости и высокой радиоактивности франций почти нигде не применяется.
Франций — самый редкий природный элемент после астата; в природе встречается в ничтожно малых количествах: так, по некоторым данным на 1 атом Fr приходится 3·1018 атомов природного урана, а общее содержание франция в земной коре по разным данным от 20—30 до 340—500 г. Все изотопы чрезвычайно радиоактивны. Обнаружены их распады в астат (путём альфа-распада), радон (путём позитронного распада и конкурирующего с ним электронного захвата) и радий (путём бета-минус-распада); кроме того, известен чрезвычайно редкий кластерный распад франция-221 в таллий-207 с испусканием ядра 14C. Наиболее стабильный (223Fr) имеет период полураспада 22 минуты. Металлический образец франция никогда не наблюдался, существуют лишь фотографии образцов, содержащих до 200 000 атомов. Это последний элемент, впервые обнаруженный в природе, а не путём ядерного синтеза.
Многие его физические свойства могут быть определены только путём расчёта, исходя из данных о стабильных щелочных металлах. Расчётная плотность франция от 1,87 до 2,9 г/см3. Температура плавления франция по некоторым данным от 8 до 30 °C, но этот сильнорадиоактивный металл выделяет столько тепла, что даже в случае получения нескольких миллиграммов, он немедленно закипит и превратится в светящийся дым.
Попытки открыть элемент долгое время оказывались неудачными. Первоначально его пытались найти там, где содержится много щелочных элементов — в морской воде и в золе от сжигания растений. Только после изучения радиоактивных рядов природных изотопов тория-232, урана-235 и 238, было предположено, что элемент 87 существует в виде промежуточных членов этих рядов. Открыт в 1939 году через 69 лет после предсказания Менделеева как продукт распада актиния.
В настоящее время источником получения этого элемента являются препараты актиния и ядерные реакции, например, облучение золотой мишени ионами кислорода, платиновой мишени — ионами углерода, урановой или ториевой — протонами.

## История
Этот элемент был предсказан Д. И. Менделеевым (как «экацезий») ещё в 1870 году. Предполагаемая атомная масса для этого элемента должна была находиться в диапазоне 210—230. В 1871 году в статье «Естественная система элементов и применение её к указанию свойств неоткрытых элементов», опубликованной в журнале Русского физико-химического общества, он писал:
«Затем в десятом ряду можно ждать ещё основных элементов, принадлежащих к I, II и III группам. Первый из них должен образовывать окисел R2O, второй — RO, а третий — R2O3; первый будет сходен с цезием, второй — с барием, а все их окиси должны обладать, конечно, характером самых энергичных оснований».
Исходя из расположения «экацезия» в периодической таблице, ожидалось, что сам металл должен быть жидким при комнатной температуре, так как сам цезий плавится при 28 °C. Из-за высокой реакционной способности весь «экацезий» должен встречаться в природе только в виде соединений.

### Ошибочные сообщения об открытии
До 1937 года многие исследователи безуспешно пытались найти элемент 87 в самых различных материалах и средах: в морской и минеральных водах, в золе грибов, сигар, растений, в минералах, в концентратах щелочных металлов, даже в свекловичной патоке. Впоследствии стала понятна причина этих неудач: выяснилось, что элемент 87 не имеет стабильных изотопов, более того, все его изотопы обладают очень коротким временем жизни .
В поисках нового элемента в воде морей и океанов особый интерес представляла вода Мёртвого моря. Исследователи установили, что вода этого моря в больших количествах содержит соли щелочных металлов, галогены и другие элементы. Английский учёный Джон Ньютон Френд, который в июле 1925 г. отправился в эти края, писал: «Уже несколько лет назад — мне пришло в голову, что если экацезий способен к постоянному существованию, то его можно будет найти в Мёртвом море». Из проб воды Мёртвого моря он удалил все элементы, оставляя только щелочные металлы. Их хлориды разделял путём дробного осаждения. Хлорид нового элемента должен был быть самым растворимым. Из очищенного концентрата он высадил хлороплатинат калия, в котором предполагал наличие соли экацезия. Однако ни рентгеноспектральный анализ, ни измерения плотности, ни данные оптики результатов не дали.
После этого в литературе появились несколько сообщений об открытии экацезия, но все они оказались ошибочными. В 1926 году английские химики Дж. Дрюс и Ф. Лоринг писали о наблюдении линии экацезия на рентгенограммах сульфата марганца, они назвали элемент «алкалиний». Американский физик Ф. Аллисон в 1929 году с помощью своего метода магнитооптического анализа «обнаружил» следы 87-го элемента в поллуците и лепидолите. Он назвал свой элемент «виргиний». В 1931 году американские учёные Дж. Пэпиш и Э. Вайнер «нашли» экацезий в минерале самарскита, а в 1937 году румынский химик Х. Хулубей заявил, что нашёл экацезий в минерале поллуците и назвал его «молдавием».

### Открытие

Ряд урана-235

Другая группа исследователей искала элемент 87 среди продуктов распада радиоактивных семейств. На тот момент известные радиоактивные ряды — урана-238 (4n+2), урана-235 (4n+3) и тория-232 (4n) — не включали в себя изотопы 87-го элемента. Предполагали, что либо элемент № 87 — член вымершего ряда наптуния (4n+1), либо недостаточно изучены процессы распада в рядах урана-238 или урана-235 на участке радий — полоний. Действительно, когда начали тщательно изучать ряд урана-238, обнаружили, что изотоп висмут-214 может распадаться 2 путями: испытывать альфа-распад, превращаясь в таллий-210, и бета-распад, переходя в изотоп полоний-214. Это явление назвали разветвлённым распадом, или радиоактивной вилкой. Аналогично, следовало ожидать подобных вилок и на участке радий — полоний.
Впервые сообщение об открытии экацезия как продукта радиоактивного распада появилось ещё в 1913 году. Британский химик Джон Арнольд Крэнстон работал с образцом нестабильного изотопа 228Ас. Он обнаружил наличие у него слабого альфа-излучения (помимо известного бета-излучения):
{\displaystyle {\ce {^{228}_{89}Ac}}\rightarrow {\ce {^{224}_{87}Fr}}+\alpha .}
Сообщение Крэнстона осталось незамеченным.
В 1914 году австрийские радиохимики — Стефан Мейер, Виктор Гесс и Фридрих Панет — наблюдали явление разветвлённого распада чистого образца изотопа актиния-227, принадлежащего к ряду актиноурана (235U) (4n + 3). Они обнаружили альфа-частицы с длиной пробега в воздухе 3,5 см. «Эти частицы образуются при альфа-распаде обычно бета-активного 227Ас, — писали они, — …продуктом распада должен быть изотоп элемента 87».
Существует теоретическое исследование химика, профессора Киевского политехнического института Д. Добросердова. В 1925 году в «Украинском химическом журнале» он опубликовал заметку, в которой высказал соображения об атомной массе, физических и химических свойствах 87-го элемента и о том, где и какими методами нужно его искать. В частности, по его мнению, экацезий «непременно должен быть весьма радиоактивным элементом». Однако Добросердов ошибся, посчитав, что природная радиоактивность калия и рубидия объясняется присутствием в них экацезия.
В 1926 году радиохимики Отто Ган и Д. Хевеши попытались доказать присутствие экацезия в радиоактивных рядах. Хевеши изучал альфа-распад изотопов актиния-227 и −228 и показал, что при распаде актиния-228 если и образуется изотоп 22487, то его количество составляет менее 1/200 000 доли от исходного количества ядер 228Ас.
В конце 1938 года французский химик Маргарита Перей, сотрудница парижского Института радия приступила к поискам элемента 87. 9 января 1939 года она исследовала образец актиния-227 и обнаружила альфа-частицы с пробегом 3,5 см. Перей очень тщательно очистила актиний от примесей и продуктов распада, чтобы доказать, что альфа-излучение испускаются актинием, а не протактинием. Соосаждением с гидроксидом церия(IV) она удалила из раствора радиоактиний — изотоп тория-227; с карбонатом бария были выведены в осадок изотопы радия, а с гидроксидом лантана — актиний.
Оставшийся раствор мог содержать только соли аммония и щелочных металлов и, как казалось, не должен был быть радиоактивным. Однако раствор проявлял довольно сильную бета-активность с периодом полураспада 22 минуты. Стало ясно, что эта активность может принадлежать только щелочному металлу. Химические свойства этого продукта были похожи на свойства цезия. Например, при осаждении из фильтрата сульфидов свинца, висмута, карбоната бария, гидроксидов и фторидов лантана, бета-излучение в нём не ослабевало, однако в случае попытки осадить перхлорат цезия излучение стало наблюдаться только в осадке. Активность полученных кристаллов СsClO4 также уменьшалась вдвое каждые 22 минуты. Удалось доказать, что ядра актиния-227 с вероятностью 1,2 % испускают альфа-частицы, превращаясь в новый бета-излучатель, обладающий свойствами тяжёлого щелочного металла. Так было установлено, что этот продукт является изотопом 87-го элемента с массовым числом 223. Он получил первоначальное название «Актиний К» (AcK). В 1946 году Перей назвала элемент францием, а в 1949 году Международный съезд химиков утвердил это название.
В 1953 году М. Перей и французский радиохимик Ж. Адлов разработали способ выделения франция-223 с помощью бумажной хроматографии. Раствор, содержащий актиний-227 (и его продукт распада, франций-223) наносили на конец бумажной ленты, которая погружается в элюент. По мере движения раствора по бумажной ленте происходит распределение на ней радиоэлементов. Франций движется с фронтом растворителя и откладывается позже других элементов. Описанным методом за 10—40 минут можно выделить чистый препарат 223Fr. Однако с таким образцом франция работать можно не более 2 часов, после чего образуется большое количество продуктов распада (в основном радий-223).

3 тыс. атомов франция-210 в магнито-оптической ловушке

В 1995 году исследователи из университета Стони-Брук (Нью-Йорк) под руководством Л. Ороско (Luis Orozco) запустили процесс производства франция путём облучения золота ионами кислорода-18. Целью проекта были точные измерения атомных спектров франция, которые зависят от свойств слабого взаимодействия. За 7 лет развития этого эксперимента удалось увеличить производство атомов франция и захват их лазерной ловушкой от 3 тысяч до 200 тысяч штук за цикл. Однако для проведения экспериментов по поиску нарушений чётности необходима интенсивность миллион штук в секунду. Группа впоследствии использовала ускорительный комплекс TRIUMF в Университете Британской Колумбии в Ванкувере (Канада), где вместо облучения золота ионами кислорода использовалось облучение протонами мишени из карбида урана.
По поводу ядерной реакции получения франция из золота Л. Ороско отметил:
Удивительно, что мы проводим обратную алхимию: мы начинаем с золота, получаем из него франций в течение трёх минут после ядерной реакции, а конечным продуктом распада франция является свинец.

Оригинальный текст (англ.)It is amazing that we somehow manage to do inverse alchemy: We begin with gold, we get francium for three minutes after the nuclear reaction, and, once francium decays, we can end up with lead
В декабре 2002 года удалось получить образец из 300 тысяч атомов франция.

## Нахождение в природе

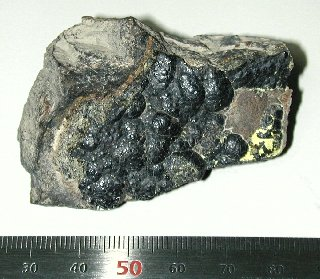
Этот образец настурана содержит 100 000 атомов (3,7×10^-17 г) франция-223 в любое время

Франций — один из редчайших элементов. Его содержание в земной коре в настоящее время не превышает 500 г. Среди элементов, постоянно существующих в земной коре, только астат имеет меньшее содержание. Весь природный франций является радиогенным, его радиоактивный распад компенсируется одновременным возникновением новых атомов франция в качестве промежуточных продуктов распада урана-235 и тория-232 (то есть франций находится в вековом радиоактивном равновесии с материнскими изотопами урана и тория). Самый распространённый изотоп 223Fr с периодом полураспада 21,8 минуты является промежуточным членом актиноуранового ряда (ряд урана-235). 1 тонна природного урана содержит 0,2 мг актиния-227 и всего 3,8⋅10−10 г франция-223. Однако активность даже такого образца франция будет огромной: 279 МБк, то есть в секунду будут распадаться 279 млн атомов франция-223.
Изотоп 221Fr с периодом полураспада 4,9 минуты ранее существовал в природе в следовых количествах как член радиоактивного ряда примордиального нептуния-237. Этот ряд исчез через несколько десятков миллионов лет после образования Солнечной системы, поскольку период полураспада родоначальника ряда, нептуния-237, составляет лишь 2,14 млн лет. Однако радиогенный нептуний-237 был выделен из природных урановых руд в массовом содержании [237Np]/[238U] = (1,8 ± 0,4)·10−12 г/г; он постоянно образуется в результате реакции 238U(n,2n)237U (под действием природного потока быстрых нейтронов, образующихся главным образом в результате (α,n)-реакции на ядрах лёгких элементов) и последующего бета-распада 237U → 237Np. Кроме того, один из долгоживущих членов ряда нептуния, уран-233, предшествующий францию-221, образуется в урановых и ториевых рудах в результате захвата тепловых нейтронов торием-232: 232Th(n,γ)233Th и двух последующих сравнительно быстрых бета-распадов: 233Th → 233Pa → 233U. Следовательно, в природе существуют в крайне малых количествах радиогенные ядра франция-221 (члена ряда нептуния), находящиеся в радиоактивном равновесии с материнскими ядрами нептунием-237 (соотношение по числу ядер [237Np]/[221Fr] = 2,3·1011) и ураном-233 ([233U]/[221Fr] = 1,7·1010). Из содержания нептуния-237 и урана-233 в урановых рудах можно оценить содержание франция-221 примерно в (1,8·10−12 г/г)/(2,3·1011) ≈ 10−17 г на тонну природного урана.
В 1966 году сообщалось о наличии изотопа франция-224 в природе как продукта альфа-распада актиния-228, члена радиоактивного ряда тория-232. В настоящее время эти данные признаются ошибочными, так как альфа-распад актиния-228 достоверно не обнаружен, хотя и возможен теоретически.

## Изотопы
В природе существует 2 изотопа — 221Fr и 223Fr.
Всего известно 37 изотопов франция с массовыми числами 197—233 и 7 метастабильных ядерных изомеров.
Франций — один из самых неустойчивых природных элементов: его самый долгоживущий изотоп, франций-223, имеет период полураспада 21,8 мин. Детальный анализ радиоактивных свойств нуклидов франция показал, что не следует ожидать открытия более устойчивых изотопов. Единственным сопоставимым элементом является астат, самый стабильный природный изотоп которого, астат-219 (дочерний нуклид франция-223), имеет период полураспада 56 секунд, хотя синтетический астат-210 живёт намного дольше, период полураспада 8,1 ч. Франций-223 также имеет более короткий период полураспада, чем самый долгоживущий изотоп каждого элемента до сиборгия. Все изотопы франция распадаются на астат, радий и/или радон.
Франций-223 входит в одну из побочных ветвей природного радиоактивного ряда урана-235 и содержится в крайне малых количествах в урановых минералах. Образуется при альфа-распаде актиния-227:
{\displaystyle {\ce {^{227}_{89}Ac}}\rightarrow {\ce {^{223}_{87}Fr}}+{\ce {^{4}_{2}He}}} (вероятность распада около 1,4 %),
{\displaystyle {\ce {^{227}_{89}Ac}}\rightarrow {\ce {^{227}_{90}Th}}+e^{-}+{\bar {\nu }}_{e}} (вероятность распада около 98,6 %).
Старое название франция-223 — «актиний К» (AcK).
Этот изотоп может распадаться по двум каналам, превращаясь в радий-223 (бета-распад, вероятность почти 100 %) либо в астат-219 (альфа-распад, вероятность 0,006 %):
{\displaystyle {\ce {^{223}_{87}Fr}}\rightarrow {\ce {^{223}_{88}Ra}}+e^{-}+{\bar {\nu }}_{e},}
{\displaystyle {\ce {^{223}_{87}Fr}}\rightarrow {\ce {^{219}_{85}At}}+{\ce {^{4}_{2}He}}.}
Франций-221 (T1/2 = 4,8 мин) отсутствует в природе, будучи членом вымершего радиоактивного ряда нептуния. Он является продуктом альфа-распада актиния-225. Наличие франция-221 в ряду нептуния было предположено ещё в 1940 году. Этот изотоп был выделен из продуктов распада урана-233, полученного облучением тория-232 тепловыми нейтронами:
{\displaystyle {\ce {^{225}_{89}Ac}}\rightarrow {\ce {^{221}_{87}Fr}}+{\ce {^{4}_{2}He}}.}
Франций-221 почти всегда испытывает альфа-распад. Возможен также бета-распад (коэффициент ветвления 0,0048 %):
{\displaystyle {\ce {^{221}_{87}Fr}}\rightarrow {\ce {^{217}_{85}At}}+{\ce {^{4}_{2}He}},}
{\displaystyle {\ce {^{221}_{87}Fr}}\rightarrow {\ce {^{221}_{88}Ra}}+e^{-}+{\bar {\nu }}_{e}.}
Также обнаружен происходящий с очень малой вероятностью (8,8⋅10-11%) кластерный распад, с испусканием ядра углерода-14:
{\displaystyle {\ce {^{221}_{87}Fr}}\rightarrow {\ce {^{207}_{81}Tl}}+{\ce {^{14}_{6}C}}.}
Франций-212 является относительно долгоживущим изотопом, его период полураспада 20 минут, получен искусственно. Для него существуют 2 канала распада:
{\displaystyle {\ce {^{212}_{87}Fr}}\rightarrow {\ce {^{212}_{86}Rn}}\;+\;e^{+}\;+\;\nu _{e}} (56 %),
{\displaystyle {\ce {^{212}_{87}Fr}}\rightarrow {\ce {^{208}_{85}At}}+{\ce {^{4}_{2}He}}} (44 %).

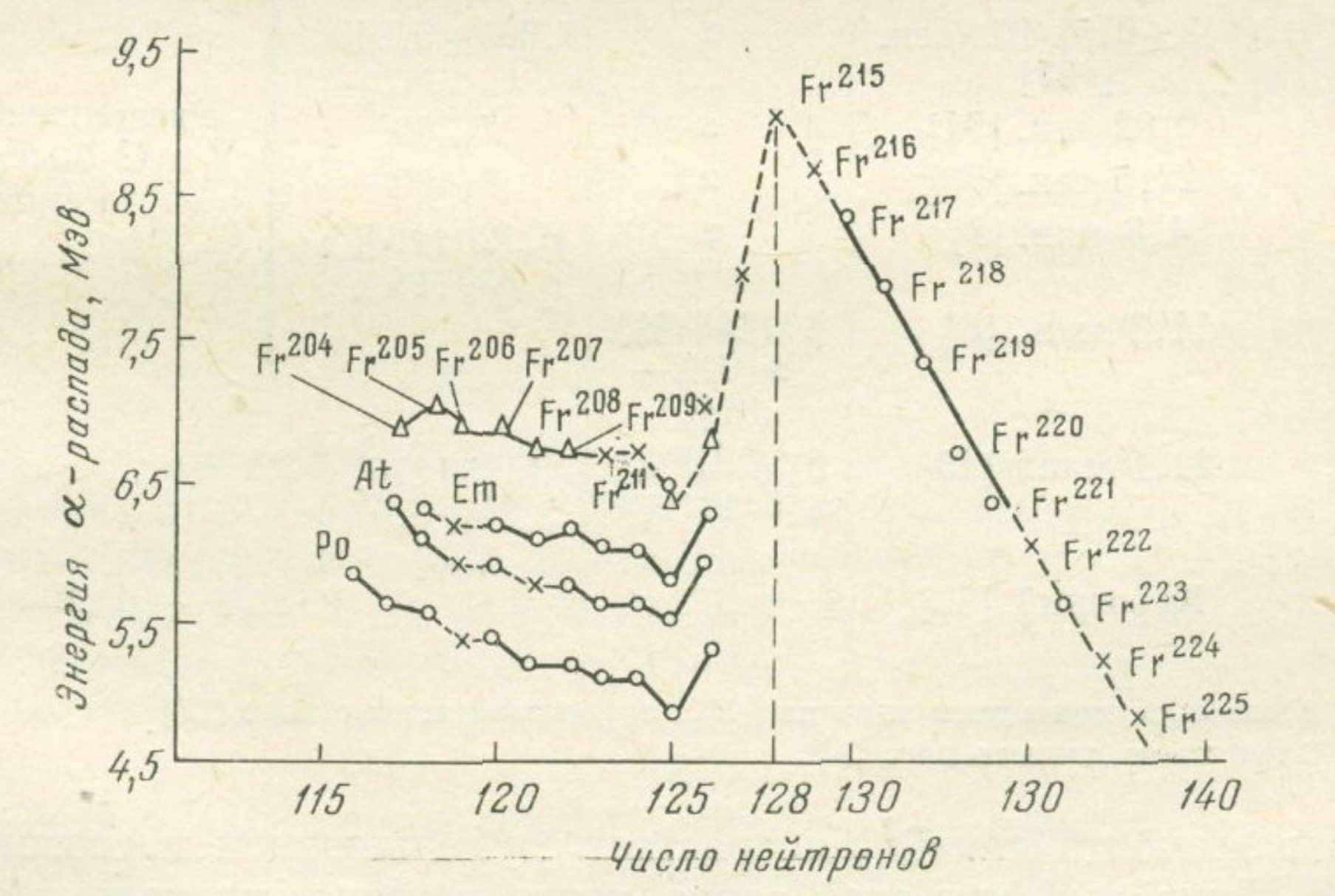
Зависимость энергии альфа-распада Po, At, Rn, Fr в зависимости от числа нейтронов

Все лёгкие изотопы франция являются короткоживущими и появление среди них относительно стабильного франция-212 не является случайным. Дело в том, что энергия альфа-распада элемента линейно возрастает со снижением его массового числа А. Однако вблизи ядер с заполненной оболочкой из 126 нейтронов эта зависимость нарушается. Такая картина наблюдается для полония, астата, радона и франция. Предполагалось, что существует изотоп франция с числом нейтронов 125, у которого энергия альфа-распада минимальна по сравнению с соседними нуклидами. Поиски изотопа оказались успешными: в 1950 году франций-212 был обнаружен в продуктах облучения тория протонами с энергией 350 МэВ.

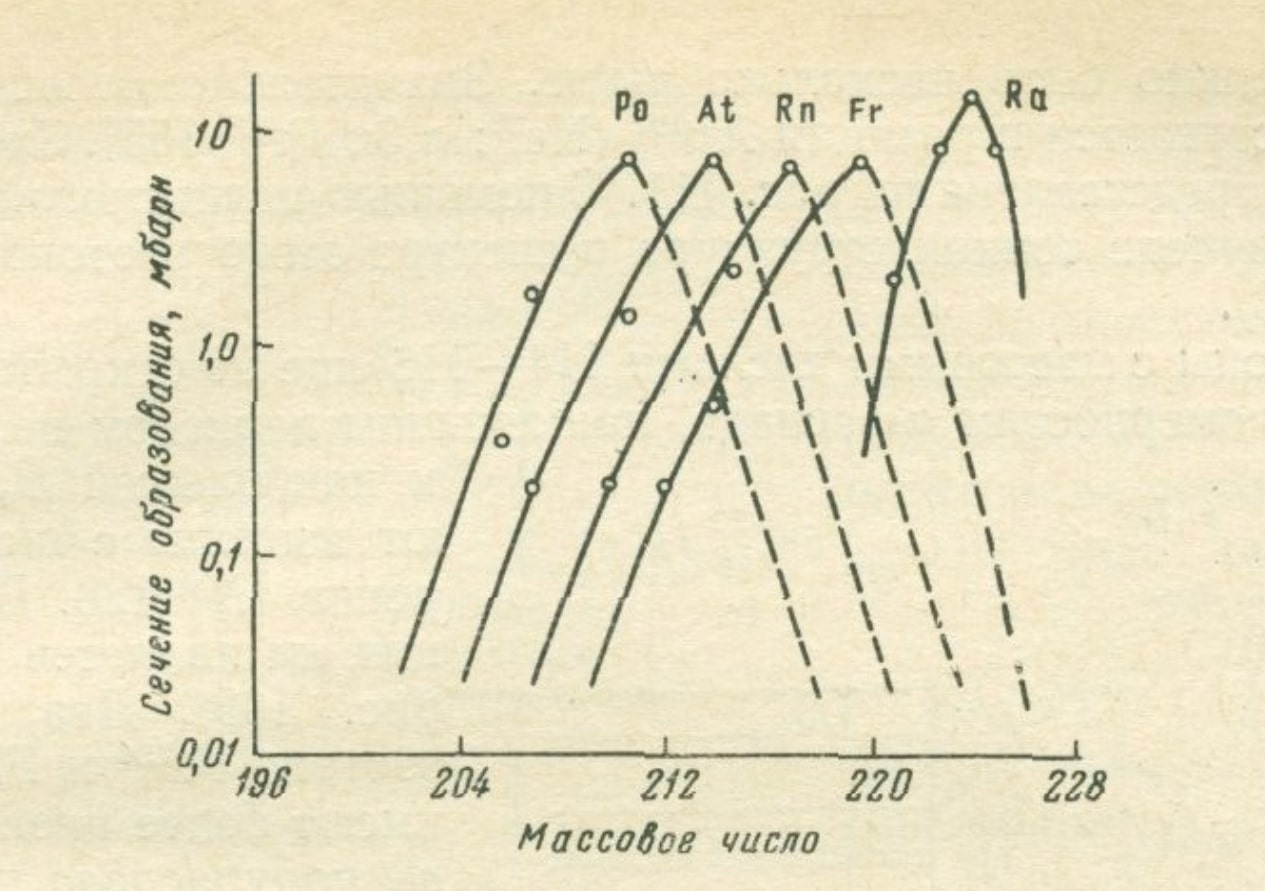
Сечение образования изотопов франция и соседних элементов при облучении урана 660 МэВ-ными протонами

В 1960 году исследовали вероятности образования изотопов франция с массовыми числами 220 и менее в процессе бомбардировки урана 660 МэВ-ными протонами. Максимальный выход должен был быть для 220Fr, а сечение образования 212Fr оказалось сравнительно мало́ (0,2 мбарн). В то же время при расщеплении ядер тория сечение образования 212Fr должно быть несколько выше.

## Получение
В основном франций (изотоп 223Fr) получают из препаратов актиния-227. В частности, известен способ получения франция путём облучения радия-226 нейтронами, который через радий-227 превращается в актиний:
{\displaystyle {\ce {_88^{226}Ra}}+{_{0}^{1}n}\xrightarrow {} {\ce {_88^{227}Ra}}+\gamma ,}
{\displaystyle {\ce {_88^{227}Ra}}\xrightarrow {42{,}2\,\,{\text{мин}}} {\ce {_89^{227}Ac}}+e^{-}+{\bar {\nu }}_{e},}
{\displaystyle {\ce {_89^{227}Ac}}\xrightarrow {} {\ce {_87^{223}Fr}}+{\ce {_2^{4}He}}} (1,4 %).
Франций выделяют путем электрофореза, экстракции, хроматографией на органических и неорганических сорбентах, соосаждением перхлоратом или кремневольфраматом цезия, со свободной кремневольфрамовой кислотой. Время выделения франция этими методами 25—30 минут. От рубидия и цезия металл отделяют методом распределительной бумажной хроматографии (франций быстро двигается с фронтом раствора и собирается в самом конце бумажной ленты), с помощью катионообменных смол, и т. д..
Микроскопические количества франция-223 могут быть химически выделены из минералов урана.

### Метод облучения золота тяжёлыми ионами
Возможно выделение франция из продуктов облучения золота ионами неона-22 (энергия 140 МэВ):
{\displaystyle {\ce {_{79}^{197}Au}}+{\ce {_{10}^{22}Ne}}\rightarrow {\ce {^{212}_{87}Fr}}+{\ce {^{4}_{2}He}}+{3\,}_{0}^{1}{\textrm {n}}.}
Облучённое золото растворяют в 2 мл царской водки, прибавляют некоторое количество радиоактивного цезия-137. Раствор выпаривают, разбавляют до 1,5 мл концентрированной HCl и переносят на ТБФ, нанесённый на силикагель. Осколки ядер золота, цезий, франций смывают 0,5 мл 1М соляной кислоты, добавляют нитрат железа(III) и нитрат бария, осаждают гидроксиды и карбонаты добавлением крепкого гидроксида аммония и карбоната аммония. Осадок отфильтровывают, в фильтрат добавляют конц. HNO3 для разложения карбонатов и почти полностью выпаривают. Остаток растворяют в 2М азотной кислоте. Раствор содержит франций-212 и нестабильные изотопы цезия и рубидия.
Помимо неона, для получения франция используют тяжёлый кислород-18 (энергия 100 МэВ). Однако при этом сразу получается франций-215* (звёздочка обозначает сильно возбуждённое ядро с чрезвычайно малым временем жизни). Избавляясь от лишней энергии, он выбрасывает несколько нейтронов:
{\displaystyle {\ce {^{197}_{79}Au}}+{\ce {^{18}_{8}O}}\rightarrow {\ce {^{215}_{87}Fr}}^{*}\rightarrow {\ce {^{210}_{87}Fr}}+{5\,}_{0}^{1}{\textrm {n}}.}
Нагретую до 1200 К (930 °C) золотую мишень массой 1,5 г и чистотой 99,9999 % облучают ионами 18O из линейного ускорителя. Получившиеся атомы франция глубоко внедряются в золото, и их необходимо быстро удалить. Атомы быстро диффундируют к поверхности золотой мишени и высвобождаются в виде ионов. Ионы франция направляются электростатическими линзами, затем они попадают на поверхность горячего иттрия, где они снова становятся нейтральными. Атомы переносят в стеклянную колбу. Магнитное поле и отражённые назад лазерные лучи охлаждают и удерживают атомы. Этот метод позволяет создавать до миллиона атомов 209Fr, 210Fr или 211Fr в секунду. Скорость производства конкретного изотопа зависит от энергии пучка ионов кислорода. В зависимости от энергии ионов кислорода, можно добиться преимущественного синтеза изотопов франция с массовыми числами 208—211:
{\displaystyle {\ce {^{197}_{79}Au}}+{\ce {^{18}_{8}O}}\rightarrow {\ce {^{208}_{87}Fr}}+{7\,}_{0}^{1}{\textrm {n}},}
{\displaystyle {\ce {^{197}_{79}Au}}+{\ce {^{18}_{8}O}}\rightarrow {\ce {^{209}_{87}Fr}}+{6\,}_{0}^{1}{\textrm {n}},}
{\displaystyle {\ce {^{197}_{79}Au}}+{\ce {^{18}_{8}O}}\rightarrow {\ce {^{210}_{87}Fr}}+{5\,}_{0}^{1}{\textrm {n}},}
{\displaystyle {\ce {^{197}_{79}Au}}+{\ce {^{18}_{8}O}}\rightarrow {\ce {^{211}_{87}Fr}}+{4\,}_{0}^{1}{\textrm {n}}.}
Суммарное уравнение реакции получения изотопов франция из золота и тяжёлого кислорода:
{\displaystyle {\ce {^{197}_{79}Au}}+{\ce {^{18}_{8}O}}\rightarrow {\ce {^{215-x}_{87}Fr}}+{x\,}_{0}^{1}{\textrm {n}}.}
Хотя все эти изотопы распадаются быстро (период полураспада 210Fr и 211Fr — три минуты, а 209Fr — 50 секунд), но с такими изотопами вполне можно работать. На практике, в наибольших количествах получается изотоп франций-210.

### Другие методы
Помимо золота, можно использовать мишень из платины и облучать её ионами фтора-19 (энергия 95—110 МэВ). В результате можно получить ценный изотоп, франций-212, с периодом полураспада 20 мин:
{\displaystyle {\ce {^{198}_{78}Pt}}+{\ce {^{19}_{9}F}}\rightarrow {\ce {^{212}_{87}Fr}}+{5\,}_{0}^{1}{\textrm {n}}.}
Однако платина, в отличие от золота, содержит много природных изотопов и у неё выше температура плавления, а потенциальная мишень для лёгкого отделения франция от неё должна быть раскалена почти до температуры плавления.
Кроме того, возможно получение изотопов франция с массовыми числами 211—213 облучением природного таллия ионами углерода-12 (77—96 МэВ) или углерода-13 (87—96 МэВ). Суммарные реакции:
{\displaystyle {\ce {^{203,205}_{81}Tl}}+{\ce {^{12}_{6}C}}\rightarrow {\ce {^{211,212,213}_{87}Fr}}+{x\,}_{0}^{1}{\textrm {n}},}
{\displaystyle {\ce {^{203,205}_{81}Tl}}+{\ce {^{13}_{6}C}}\rightarrow {\ce {^{211,212,213}_{87}Fr}}+{x\,}_{0}^{1}{\textrm {n}}.}
Изотопы франция-211 и −213 относительно долгоживущие, их периоды полураспада 3,1 мин и 34 с.
Известен ещё один способ получения франция-212: для этого природный свинец облучают ионами бора-11:
{\displaystyle {\ce {^{206}_{82}Pb}}+{\ce {^{11}_{5}B}}\rightarrow {\ce {^{212}_{87}Fr}}+{5\,}_{0}^{1}{\textrm {n}},}
{\displaystyle {\ce {^{207}_{82}Pb}}+{\ce {^{11}_{5}B}}\rightarrow {\ce {^{212}_{87}Fr}}+{6\,}_{0}^{1}{\textrm {n}},}
{\displaystyle {\ce {^{208}_{82}Pb}}+{\ce {^{11}_{5}B}}\rightarrow {\ce {^{212}_{87}Fr}}+{7\,}_{0}^{1}{\textrm {n}},}
Нейтронодефицитные изотопы франция получают облучением празеодима ионами никеля-60:
{\displaystyle {\ce {^{141}_{59}Pr}}+{\ce {^{60}_{28}Ni}}\rightarrow {\ce {^{197}_{87}Fr}}+{4\,}_{0}^{1}{\textrm {n}},}
{\displaystyle {\ce {^{141}_{59}Pr}}+{\ce {^{60}_{28}Ni}}\rightarrow {\ce {^{198}_{87}Fr}}+{3\,}_{0}^{1}{\textrm {n}},}
{\displaystyle {\ce {^{141}_{59}Pr}}+{\ce {^{60}_{28}Ni}}\rightarrow {\ce {^{199}_{87}Fr}}+{2\,}_{0}^{1}{\textrm {n}},}
{\displaystyle {\ce {^{141}_{59}Pr}}+{\ce {^{60}_{28}Ni}}\rightarrow {\ce {^{200}_{87}Fr}}+_{0}^{1}{\textrm {n}}.}
Но время жизни этих изотопов исчисляется миллисекундами.
Нейтроноизбыточные изотопы франция можно получить, например, облучая бериллий ионами урана-238 (1 ГэВ) в синхротроне. Так был получен самый тяжёлый изотоп, франций-233. Этот изотоп живёт менее секунды.

## Физические свойства

Электронная оболочка атома франция

Полная электронная конфигурация атома франция: 1s22s22p63s23p64s23d104p65s24d105p66s24f145d106p67s1. Энергия ионизации Fr→Fr+ 375 кДж/моль; сродство к электрону 44 кДж/моль, атомный радиус 290 пм, ионный радиус 180 пм (координационное число 6).
Точка плавления неизвестна из-за чрезвычайной редкости и радиоактивности элемента. Встречаются значения от 8 до 30 °C. Расчет, основанный на температуре плавления бинарных ионных соединений, дает 24,7 ± 0,57 °C. Согласно расчётам, температура кипения франция 620—680 °C, плотность при комнатной температуре составляет 1,87—2,9 г/см³, удельная теплота плавления 9,385 кДж/кг. Жидкий франций, если он будет получен, должен иметь поверхностное натяжение 0,05092 Н/м при температуре плавления.
Макроскопические количества металла никогда не были получены. Получение такого образца, который можно было бы увидеть или взвесить, крайне маловероятно, поскольку сильная теплота распада, возникающая из-за его высокой удельной активности, немедленно испарит любое видимое количество элемента. Удавалось собрать вместе не более 300 тыс. атомов франция.
Из-за высокой скорости радиоактивного распада франций невозможно получить в весовых количествах, поэтому исследования его свойств проводят с индикаторными количествами нуклида 223Fr (менее 10−15 г). В растворах удавалось достичь содержания лишь 10−13—10−9 г франция. При таких концентрациях определяющими являются процессы потери радиоактивных изотопов из раствора из-за адсорбции на примесях, стенках сосудов, на осадках и т. д., которыми можно было бы пренебречь, имея дело с макроскопическими количествами элемента.
Потенциал ионизации атома франция-212 из основного состояния был экспериментально измерен с высокой точностью на масс-сепараторе радиоактивных ядер ISOLDE в ЦЕРНе, где этот изотоп производится путём облучения протонами карбидно-урановой мишени с интенсивностью до 1010 атомов в секунду (ток пучка 2 пикоампера). В терминах обратной длины волны ионизационный потенциал равен 32 848,872(9) см−1, что соответствует 4,0727409(11) эВ/атом, или 392,95976(11) кДж/моль.

## Химические свойства
Франций — щелочной металл, химические свойства которого во многом напоминают свойства цезия. Тяжёлый элемент с одним валентным электроном, он имеет самый высокий эквивалентный вес среди всех элементов.
В растворах франций ведёт себя подобно цезию. Всегда сокристаллизуется с его соединениями. Релятивистские эффекты 6p-оболочки делают связь франция с кислородом в супероксидах, например, состава FrO2, более ковалентной, по сравнению с супероксидами других щелочных металлов.
Франций имеет самую низкую электроотрицательность из всех элементов, известных в настоящее время. Соответственно, франций является и самым химически активным щелочным металлом. По другим данным, энергия ионизации атома франция всё же больше энергии ионизации атома цезия, поэтому самым активным металлом следует считать именно цезий.
Реакция с водой должна происходить со взрывом. В результате реакции образуется самое сильное основание — гидроксид франция FrOH. Реакция идёт даже быстрее, чем в случае с цезием.
{\displaystyle {\ce {2Fr + 2H_2O -> 2FrOH + H_2}}}
На воздухе франций будет самовоспламеняться, образуя супероксид FrO2. Как и другие щелочные металлы, франций будет реагировать с галогенами, давая фторид, хлорид, бромид и иодид франция. Растворимость его солей должна быть самой высокой из всех солей щелочных металлов.
Хлорид, нитрат, сульфат, фторид, сульфид, гидроксид, карбонат, ацетат и оксалат франция хорошо растворимы в воде. Плохо растворимы перхлорат, пикрат, иодат, хлороплатинат, хлоровисмутат, хлороантимонат, хлоростаннат, нитрокобальтат франция. Франций экстрагируется нитробензолом в присутствии тетрафенилбората натрия. Соосаждается с простыми и двойными солями рубидия и цезия (например Rb2PtCl6 и Cs2PtCl6, хлоростаннатом Cs2SnCl6, хлоровисмутатом Cs2BiCl5 и хлороантимонатом цезия 2Cs2SbCl5·5H2O), с гетерополикислотами (фосфорновольфрамовой, кремневольфрамовой, ванадиефосфорновольфрамовой и др.) и их солями.
Франций хорошо адсорбируется из нейтральных и слабокислых растворов на ионообменных смолах (сульфокатионитах). С помощью этих смол можно легко отделить франций от большинства химических элементов.

## Применение
Практического значения в настоящее время элемент не имеет в связи с малым периодом полураспада и высокой радиоактивностью. Франций и его соединения имеют лишь научный интерес. Франций-223 используется для быстрого определения актиния-227 в природных объектах (по дочернему бета-излучению 223Fr) . Ранее для этого, а также для исследования миграции ионов тяжёлых щелочных металлов в биологических объектах измеряли активность всех продуктов распада актиния-227 после достижения равновесия через 3 месяца. М. Перей разработала очень быстрый метод определения по дочернему францию-223. Франций отделяют от актиния через 3 часа после его выделения из природных объектов и измеряют его бета-активность. Этим методом можно с высокой точностью определять актиний даже в присутствии других радиоактивных элементов.
Франций, подобно рубидию и цезию накапливается в почках, печени, слюнных железах, поэтому изотопы 212Fr и 223Fr используются в биологических исследованиях. Франций также накапливается в тканях сарком, его активность в ткани злокачественной опухоли возрастает сразу после начала заболевания. Это свойство франция позволяет диагностировать раковые заболевания без всякого вреда для человека из-за малого периода полураспада 212Fr и 223Fr.
Интерес к францию увеличился в конце 1990-х. Тогда была почти завершена Стандартная модель элементарных частиц. Хотя эта модель в настоящее время является самой успешной теорией физики элементарных частиц, она несовершенна; предложено несколько эффектов, не вписывающихся в Стандартную модель. С помощью франция можно исследовать называемое несохранение пространственной чётности, которое возникает, в частности, когда к электромагнитным взаимодействиям электронов и ядра примешивается слабое взаимодействие, что приводит к аномалиям испускания или поглощения света в тяжёлых атомах. Электродинамика запрещает некоторые переходы электрона в атоме, то есть свет соответствующей длины волны получить нельзя, а нарушение чётности их иногда разрешает. Легче всего осуществлять подобные опыты на атомах щелочных металлов, так как у них только 1 валентный электрон над полностью заполненными электронными оболочками. Чем тяжелее щелочной металл, тем проще и точнее измерения, поэтому больше всего экспериментов было поставлено на цезии. Теоретически рассчитанный с помощью Стандартной модели слабый заряд ядра цезия оказался очень близок к экспериментально измеренному. Это наложило определённые ограничения на некоторые проявления гипотетической новой физики (то есть эффектов за рамками Стандартной модели). Однако если использовать более тяжёлый франций, то точность измерения этих эффектов может быть в десятки раз лучше.